# اچ‌ام‌سی‌اس برنتفورد (کی۲۱۸)
اچ‌ام‌سی‌اس برنتفورد (کی۲۱۸) (به انگلیسی: HMCS Brantford (K218)) یک کشتی بود که طول آن ۲۰۳ فوت (۶۱٫۸۷ متر) بود. این کشتی در سال ۱۹۴۱ ساخته شد.